# The Holiday Calendar
Pour plus de détails, voir Fiche technique et Distribution.
The Holiday Calendar est un film de Noël comique et romantique américain de Bradley Walsh sorti le 12 novembre 2018 sur Netflix.

## Synopsis
Abby Sutton, une photographe en difficulté reçoit un calendrier de l'Avent de son grand-père. Abby n'est pas impressionnée au début, mais elle décide quand même de l'emporter à la maison. Le calendrier s'ouvre le 1er décembre. Abby commence à relier ce qui est à l'intérieur de chaque jour à ce qui se passe dans la vraie vie, croyant que le calendrier est magique.
Pendant ce temps, l'ami d'Abby, Josh, a fait le tour du monde pour se concentrer sur sa photographie, mais est revenu pour voir Abby.
Le 1er décembre, le calendrier d'Abby révèle une paire de bottes et Josh lui offre une paire de bottes qu'il lui a achetées en Italie. Le 2 décembre, Abby reçoit un arbre de Noël dans son calendrier et elle rencontre un gars nommé Ty Walker après que son arbre soit tombé du toit de sa voiture sur son chemin. Le 3 décembre, le calendrier d'Abby révèle un casse-noisette, dont la fille de Ty porte le costume dans la pièce montée par l'école de la nièce d'Abby. Les deux se rencontrent à nouveau quand Abby se foule le poignet et Ty est le médecin qui la soigne à la clinique. Il lui demande de sortir et elle accepte de sortir avec lui. Abby continue de sortir avec Ty, avec lequel Josh se débat même s'il n'a jamais exprimé ses sentiments pour Abby auparavant. Après avoir fréquenté Ty pendant quelques semaines, Abby remet en question ses sentiments pour elle et partage avec lui ses croyances sur le calendrier. Ty admet qu'il ne connaît pas très bien Abby et critique ses sentiments à propos du calendrier, obligeant Abby à rompre avec lui.
Tout en travaillant à prendre des photos d'enfants rencontrant le Père Noël, Abby est invitée à prendre des photos du maire local qui participe à une cérémonie d'illumination d'arbre à proximité. Josh efface par inadvertance ses photos de l'événement et Abby est renvoyée. Elle et Josh se disputent et arrêtent de se voir. Josh part rendre visite à ses parents en Floride.
La sœur d'Abby expose un certain nombre de ses photos lors d'une vente aux enchères à l'école, et elles sont très populaires. Ses parents réalisent enfin à quel point elle est talentueuse en tant que photographe, et la maire elle-même remporte l'appel d'offres pour une séance photo. Malheureusement, le calendrier de l'Avent a également été vendu aux enchères par inadvertance. Le lendemain, cependant, son calendrier apparaît à sa porte d'entrée. À l'intérieur, elle trouve une note de Josh lui demandant de le rencontrer le jour de Noël.
Josh surprend Abby en lui disant qu'il a acheté le studio pour qu'ils puissent faire de la photographie ensemble. Abby avoue ses sentiments pour Josh, disant qu'il a toujours été le gars pour elle, mais elle ne le savait tout simplement pas. Josh demande à Abby ce qu'elle a dans son calendrier ce jour-là - qui s'avère être un flocon de neige - et les deux partagent un baiser sous la neige qui tombe. À l'intérieur du studio, Abby donne à Josh son cadeau de Noël - un nouvel appareil photo. Josh dit à Abby de dire "cheese", mais elle lui dit en larmes qu'elle l'aime à la place. Josh lui dit qu'il l'aime aussi et ils prennent une photo ensemble.
Un an plus tard, c'est l'ouverture de leur nouveau studio. Abby et Josh sont toujours en couple et travaillent comme photographes à l'intérieur du studio. Ils remercient les clients d'être venus à l'inauguration et le film se termine par un panoramique sur les photos du couple.

## Fiche technique
- Titre : The Holiday Calendar
- Réalisation : Bradley Walsh
- Musique : Sean Nimmons-Paterson
- Société de production : MPCA (en) et Netflix
- Pays d’origine :  États-Unis
- Genre : Comédie
- Durée : 95 minutes
- Date de sortie : 12 novembre 2018 sur Netflix[1]

## Distribution
- Kat Graham : Abby Sutton
- Quincy (en) : Josh Barton
- Ethan Peck : Ty Walker
- Ron Cephas Jones : Gramps Sutton
- Genelle Williams : Sarah Sutton
- Kevin Hanchard (en) : Rudolph Sutton
- Laura de Carteret (en) : Judy Sutton
- Rodrigo Fernandez-Stoll (en) : Fernando
- Ali Hassan (en) : Mr. Singh
- Nicola Correia-Damude : Mayor Patricia Martinez
- Romaine Waite (en) : Mitch
- Harris Shore : Ralphie

## Production
En avril 2018, il a été rapporté que Bradley Walsh dirigerait le Christmas Calendar sur Netflix à partir d'un scénario d'Amyn Kaderali. De plus, Kat Graham, Quincy Brown (en) et Romaine Waite (en) ont rejoint le casting du film,,. Le film a ensuite été rebaptisé The Holiday Calendar.
La photographie principale a commencé en avril 2018. Cette ville a également été le site d'un film de Noël Netflix de l'année précédente (également par Hideaway Pictures), "Christmas Inheritance". D'autres scènes et plans aériens ont été tournés à North Bay, Ontario, Canada, le site de nombreux autres films Hallmark.

## Sortie
Le film est sorti le 12 novembre 2018 sur Netflix. Une scène de ce film a été présentée dans le film Netflix de 2019 "L'Alchimie de Noël" lorsque le personnage principal allume la télévision et qu'un film est en cours de lecture.

## Réception
Sur le site web d'agrégateur de critiques de Rotten Tomatoes, le film détient un taux d'approbation de 33 % sur la base de six critiques, avec une note moyenne de 4,8/10.